# Alberto Lara (bajista)
Alberto Lara, más conocido como Abuelo Lara (Argentina, 1947 - Buenos Aires, 28 de abril de 2014), fue un músico y bajista argentino. Fue integrante de Los Abuelos de la Nada en los años 1960, y guitarrista de las bandas Trío Peligroso y Potrero. También fue protagonista del corto Chamuyando junto con Pajarito Zaguri, pionero del rock argentino, en la década de 1990. Formó parte de la primera oleada de pioneros del rock argentino.

## Historia

### Los Abuelos de la Nada

#### Inicios con el grupo
En 1967, Miguel Abuelo se encontraba en busca de los futuros integrantes del grupo que había inventado recientemente: Los Abuelos de la Nada, y entre ellos se encontraría Alberto y su hermano Miguel Lara, más conocido como Micky, que fueron agregados a la formación gracias a Héctor "Pomo" Lorenzo, y junto a este y Eduardo "Mayoneso" Fanacoa conformó el primer grupo. Alberto se encargaría del bajo, Micky de la guitarra rítmica, Mayoneso utilizaría los teclados, Pomo se pondría a la batería, y su líder Miguel Abuelo sería la voz del grupo. Al conjunto se agregaría de manera provisoria Claudio Gabis, tomando la primera guitarra, ya que se encontraba integrando Manal. Esta formación a cargo de Miguel Abuelo, llevó al grupo a su primera grabación de un álbum de estudio con Ben Molar, integrante de la selladora CBS Colombia.

#### "Diana Divaga"
"Diana Divaga" fue el primer vinilo editado por el grupo bajo la producción de Jacko Zeller, al grupo se habían sumado el violinista Ernesto Zimberlín que participó en el primer sencillo, Norberto Aníbal Napolitano, alias Pappo, que no participó de ninguno de los dos sencillos y Pipo Lernoud con las letras. Los sencillos que lanzó el grupo fueron Diana Divaga y Tema en flu sobre el planeta.

#### "La Estación" y separación
El éxito de "Diana Divaga" llevó al grupo a presentarse en diferentes recitales de rock como Pinap, Beat Baires, y el más significativo para ellos, el festival de Rock Progresivo, donde presentaron varios temas de Miguel Abuelo. Hubo diferencias entre el estilo de rock psicodélico de Abuelo y el blues de Pappo, que llevaron al primero a ceder el liderazgo y dejar la agrupación. A finales de 1968, solo editaron el sencillo "La Estación", publicado en el compilado de Mandioca en 1969. Este fue el último registro del grupo, que se disolvió al irse Pappo y Pomo del grupo.

### La difícil década de 1970
La etapa con Los Abuelos de la Nada llegó a su fin a principio de 1970, cuando Pappo dejó para unirse a Los Gatos y Pomo Lorenzo se unió al nuevo grupo de Miguel Abuelo, quien había dejado el grupo en 1969. Quedando sólo los Lara y Fanacoa, decidieron disolver la banda. Terminada la etapa, Alberto Lara comenzó un camino difícil con las adicciones y los trastornos mentales que lo llevaron a un psiquiátrico, donde coincidentemente se encontraría con José Alberto "Tanguito" Iglesias. Este último venía en crecimiento y era uno de los cantanters más exitosos de la época, pero ambos cayeron en adicciones que truncaron sus vidas. Finalmente, Lara entró en rehabilitación y a los pocos años se curó.

### Década de 1980
En 1985, participó como trompetista en el disco del músico de jazz Pino Daniele, Ferry Boat.

### Chamuyando
En 1993, Raúl Perrone lo tomó como protagonista para su film corto Chamuyando, acompañado por Pajarito Zaguri. Esta sería una de sus pocas apariciones en el ambiente público tras Los Abuelos de la Nada. La trama del cortometraje, de corte humorístico, habla sobre dos personajes que intentan robar un vehículo sin que alguno de ellos sepa manejar.

### Reunión con Kubero Díaz
En abril de 2012, Kubero Díaz y Alberto Lara se reunieron para programar un recital conformado por dos ex-Abuelos de la Nada. Díaz se encontraba como guitarrista de León Gieco, mientras que Lara se encontraba alejado del ámbito público desde hacía casi 20 años, hasta que la idea de la reunión fue planteada por Miguel Lara, hijo de Alberto. Se presentaron juntos en el bar McNamara, en Rosario, el 21 de abril de ese año, en un único encuentro en donde presentaron temas que pertenecieron a los Abuelos durante los '80, en la última etapa, durante los '60 y otros que nunca fueron editados en el grupo. 

### Fallecimiento
Alberto falleció el 28 de abril de 2014, en Buenos Aires.